# Estación de Ostricourt
La estación de Ostricourt es una estación ferroviaria francesa, de la línea férrea París-Lille, situada en la comuna de Ostricourt, en el departamento de Norte. Por ella transitan únicamente trenes regionales. 

## Situación ferroviaria
La estación se encuentra en el punto kilométrico 226,977 de la línea férrea París-Lille. Forma parte también la línea férrea Lens-Ostricourt. Esta última aunque corta (apenas 16 kilómetros) permite enlazar la radial París-Lille con la ciudad de Lens.

## Historia
Fue inaugurada en 1846 por parte de la Compañía de ferrocarriles del Norte. En 1937 pasó a ser explotada por la SNCF.

## La estación
La estación se configura como un simple apeadero. Posee dos vías y dos andenes laterales. El cambio de vía se realiza a nivel. No dispone de atención comercial aunque sí tiene máquinas expendedoras de billetes y un aparcamiento habilitado en sus proximidades.

## Servicios ferroviarios

### Regionales
Los siguientes trenes regionales transitan por la estación:
- Línea Douai - Libercourt.
- Línea Arras / Douai - Lille.
- Línea Douai / Valenciennes - Libercourt - Lens.